# Реми, Гавриил Павлович
Гавриил Павлович Реми (Jean-Gabriel Remy; 1758, Лозанна — после 1821, Киев) — русский и голландский военный инженер, генерал-майор; участник русско-турецкой войны 1787—1792 и взятия Очакова, Бендер, Тулчи, Исакчи, Измаила и Браиловa. Родоначальник русского дворянского рода Реми.

## Биография
Русский дворянский род Реми происходит из Швейцарии, их предки впервые упоминаются в Лозанне (кантон Во, он же Ваадт) в 1691 году, но корни их во Франции (Шампань); эта семья принадлежала к числу эмигрантов-гугенотов, вынужденных покинуть родину из-за религиозных преследований. Родоначальник русской ветви Жан-Габриэль Реми (в России — Гавриил Павлович) родился в Лозанне, где и был крещен 7 декабря 1758 года; его отец Поль Реми (1704-5.02.1766) был женат на Генриетте де Илленс (1716-16.11.1781). Подобно старшему брату Анри, впоследствии пастору, Жан-Габриэль в возрасте 15 лет поступил на теологический факультет Лозаннской академии, но год спустя покинул её. Молодой человек избрал военную карьеру и оказался в голландской армии в качестве военного инженера (упоминается в офицерском чине уже в 1785 году).

## На службе в Российской императорской армии
Из инженер-поручиков голландской службы 9 марта 1787 года тем же чином Гавриил Павлович Реми был принят на русскую службу в Инженерный корпус, и в 1788 году участвовал в Турецкой войне, с начала осады Очакова до конца кампании, причем состоял при траншейных работах, а в 1789 году был при взятии Бендер и 25 января 1790 года, за отличие произведён в квартирмейстеры Инженерного корпуса. В этом же году Реми находился волонтером на Черноморской флотилии, был при взятии в Сулинском гирле Дуная двух батарей, при взятии Тулчи и Исакчи и на штурме Измаила, где был ранен пулей в руку и контужен, за что был от Суворова пожалован золотым знаком, уменьшающим тремя годами срок для заслуги ордена Св. Георгия. Произведённый, 29 января 1791 г., в капитаны, Реми в этом году был при штурме Браилова, в 1792 г. находился при Черноморском флоте, в том числе участвовал в строительстве Севастополя (1794—1795) и крепости Кинбурн (1796). 11 января 1797 года произведён в майоры, а 14 июля, по повелению Павла І, был «за не дельную просьбу» арестован на неделю, но уже 27 сентября того же года переведён подполковником в артиллерию и 2 ноября 1798 года назначен полковником в артиллерийский князя Мышецкого батальон. 22 января 1800 г. Реми был снова переведен в Инженерный корпус и 2 июня того же года произведен в инженер-генерал-майоры, в 1804 г. состоял членом Инженерной экспедиции Военной коллегии, 26 ноября 1809 года получил орден св. Георгия 4-й степени за беспорочную выслугу 25 лет в офицерских чинах (№ 2082 по списку Григоровича — Степанова), в 1811 году числился в Инженерном корпусе и в 1812 году служил в Киеве, где был и в 1820—1821 годах. Проживая в Киеве, Реми состоял в числе «братьев 3-й степени» в местной ложе «Соединенных славян».

## Семья
От брака с Дарьей Александровной фон Ашер Гавриил Павлович оставил сыновей Павла (ок.1799-25.12.1876, Симферополь), подполковника, Фридриха (1803—1872), генерал-лейтенанта, Людвига (1804-18.6.1871, Воронеж), генерал-майора, Александра (30.08.1809-27.09.1871, Новочеркасск), генерал-майора, и Вильгельма (23.04.1814-после 1877), генерал-майора, а также дочерей: Генриетту, Елизавету (в замужестве Подберезская), Каролину, Шарлотту, Серафиму-Эмилию, Надежду, Адель.
- Сын Фридрих Гаврилович(1803,Оренбург-1872, С-Петербург), генерал-лейтенант, из дворян Оренбургской губернии, был женат на Софье Васильевне Тихановской (16.09.1824-26.04.1869, С-Петербург), принадлежавшей к старинному дворянскому роду, внесенному в VI часть родословной книги. Его военные подвиги в битве под Варной в 1828 году и в сражении под Варшавой в 1831 году описаны А. В. Висковатовым в «Историческом обозрении Измайловского полка». Он был кавалером ордена Святого Георгия IV степени и кавалером орденов Св. Владимира, Анны и Станислава. Оставил десять детей.
- Сын Александр (30.08.1809-27.09.1871, Новочеркасск) начал свою военную карьеру в 1826 г.; с 1839 г. — ротмистр. в лейб-гвардии Гусарском полку (был однополчанином и другом М. Ю. Лермонтова), а впоследствии был переведен на службу в Войско Донское; в чине генерал-майора (с 27.04.1868 г.) состоял для особых поручений при наказном атамане Хомутове. Был кавалером Св. Георгия IV класса (за 25 лет службы). Женившись на донской дворянке Марии Дмитриевне Леоновой (по матери, урожденной Иловайской, была правнучкой знаменитого атамана графа М. И. Платова), стал владельцем крупных имений в Таганрогском уезде и оставил восемь детей.